# Escola del Carme (Sabadell)
L'Escola del Carme és un monument del municipi de Sabadell (Vallès Occidental) inclòs en l'Inventari del Patrimoni Arquitectònic de Catalunya.

## Descripció
És un edifici concebut per tal d'allotjar l'escola i l'habitatge de la comunitat de religioses. La façana principal s'articula en tres cossos: el lateral dret (zona destinada a l'habitatge de les religioses), el central i lateral esquerre (zones d'ensenyament).
En la decoració del mur destaquen els elements arquitectònics originaris del món medieval, bàsicament, als que es dona un tractament estilitzat, com és el cas dels arcs de mig punt, d'ogiva, conopials, etc. La distribució és simètrica, sent la façana central de major amplada. L'ornamentació es concentra a la planta baixa i al primer pis, amb una alternança dels arcs de les finestres que estan centrades per tres finestres geminades que es repeteixen a cada cos.
L'edifici ha sofert diverses modificacions, sobretot pel que fa al sector destinat a les aules (central i lateral esquerre). Aquest sector s'estructura al voltant d'un pati porxat en forma d'u. Les ales laterals presenten arcades realitzades en maó vist. L'antiga capella del convent s'ha transformat en un gimnàs.

## Història
L'edifici de l'Escola del Carme fou realitzat per l'arquitecte Bernardo Pijoan l'any 1905. La distribució original s'ha vist modificada al llarg dels anys, responent a les necessitats de la docència a la que estan dedicades les religioses. Aquestes reformes s'estructuren en diferents etapes: 1932, 1964, 1974-1978, 1982 i 1986.
Al 1854 l’Ajuntament de Sabadell demana que les Carmelites es facin càrrec de la Casa Caritat (l'edifici que estava a l’actual Plaça Marcet). En aquell temps tan sols era Casa Caritat, i al venir la Germanes es va afegir l’Hospital i l’Escola gratuïta.
La Casa de Beneficència es va inaugurar el 25 de març de 1854. Vingueren a encarregar-se’n quatre Germanes Terciàries del Carme del convent de Vic.
El conveni el van constituir tres parts: les Carmelites, l’Ajuntament i la Junta de Beneficència. Per una banda hi havia la germana Veneranda Font en representació de la fundadora Joaquima de Vedruna, que estava impossibilitada (va morir el 28 d’agost de 1854). Per part de l’Ajuntament de Sabadell hi havia  l’alcalde Pere Turull i els regidors Joaquím Casanovas i Josep Durán i Sorts, i la Junta de Beneficència va estar representada pels senyors Feliu Vilarrubias, Agustí Durán i Joan Sallarés. Com a Superiora va ser escollida Magdalena Torrents de Sant Albert, i la van acompanyar les germanes Eulàlia Font del Salvador, Maria Noguera del Salvador i Carme Casals de la Santíssima Trinitat.
Va ajudar molt a la beneficència municipal l’anomenada junta de Desperdicis fundada el 1856 pels fabricants, que, per tal d’evitar els abusos que es feien amb el comerç de filots, acordaren no vendre’n a ningú i només a la Casa de Beneficència, que els treballava i en feia un mòdic negoci.
De mica en mica es van anar millorant les condicions d’aquesta Institució i fins i tot van poder fer noves adquisicions, en les quals també hi va contribuir la classe benestant industrial que hi va portar a estudiar a les seves filles mitjançant classes retribuïdes, a més de continuar amb l'ensenyament gratuït a noies sense recursos.
El nombre d’alumnes anava creixent fins a arribar a més de quatre-centes. Aleshores es quan es van trobar amb la necessitat de traslladar les classes en un altre edifici, l’actual edifici del carrer Garcilaso 36-38.
Després de cinquanta-un anys, les germanes cessaren la seva responsabilitat de l’Hospital - Casa de Beneficència i van establir l’Escola del Carme en l'actual edifici el 30 de novembre de 1905. L'edifici és d’estil modernista senzill, construït l’any 1905 sota la direcció de l’arquitecte Bernardo Pejoan.